# Wii Fit

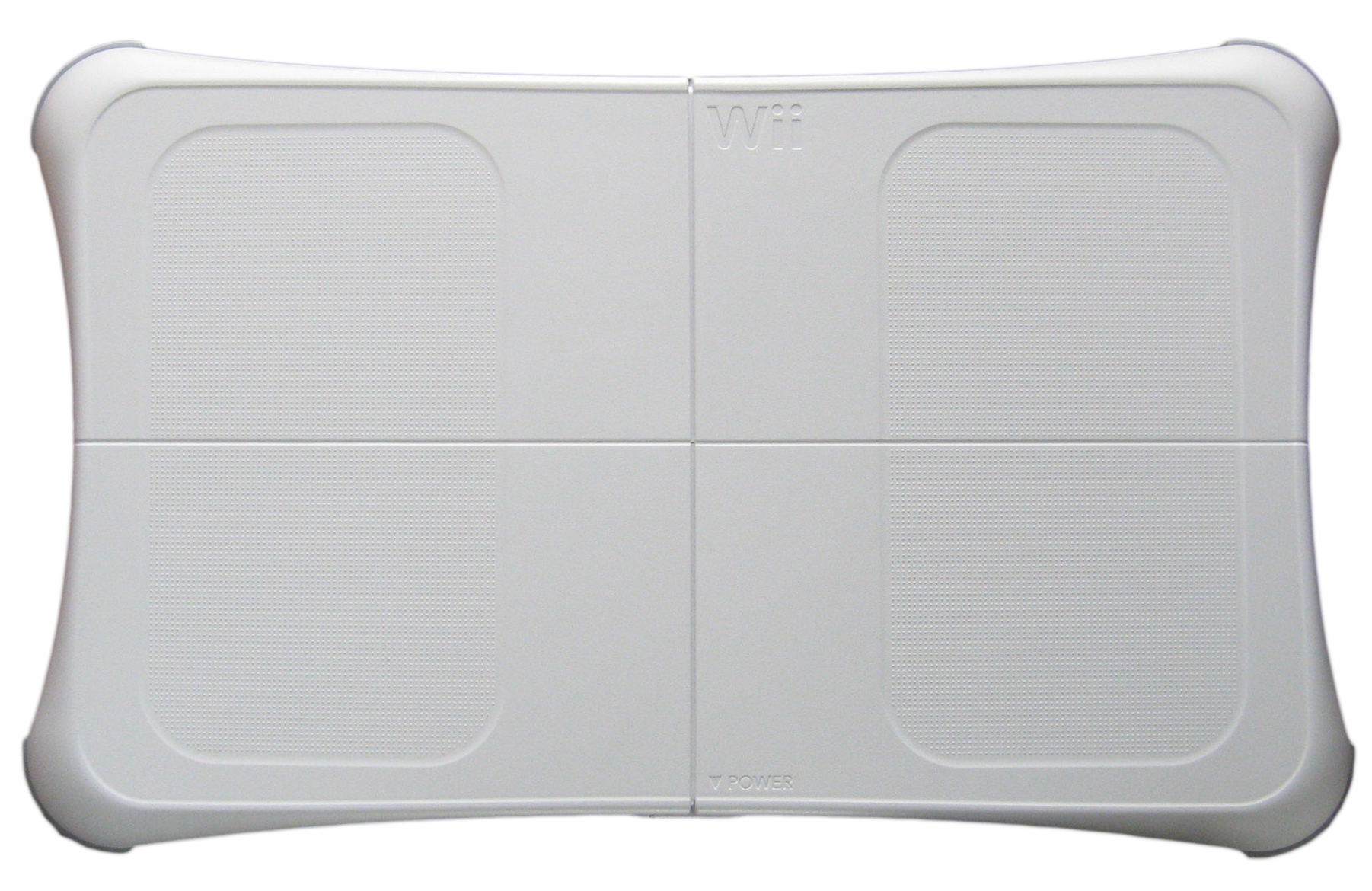
Das Wii Balance Board

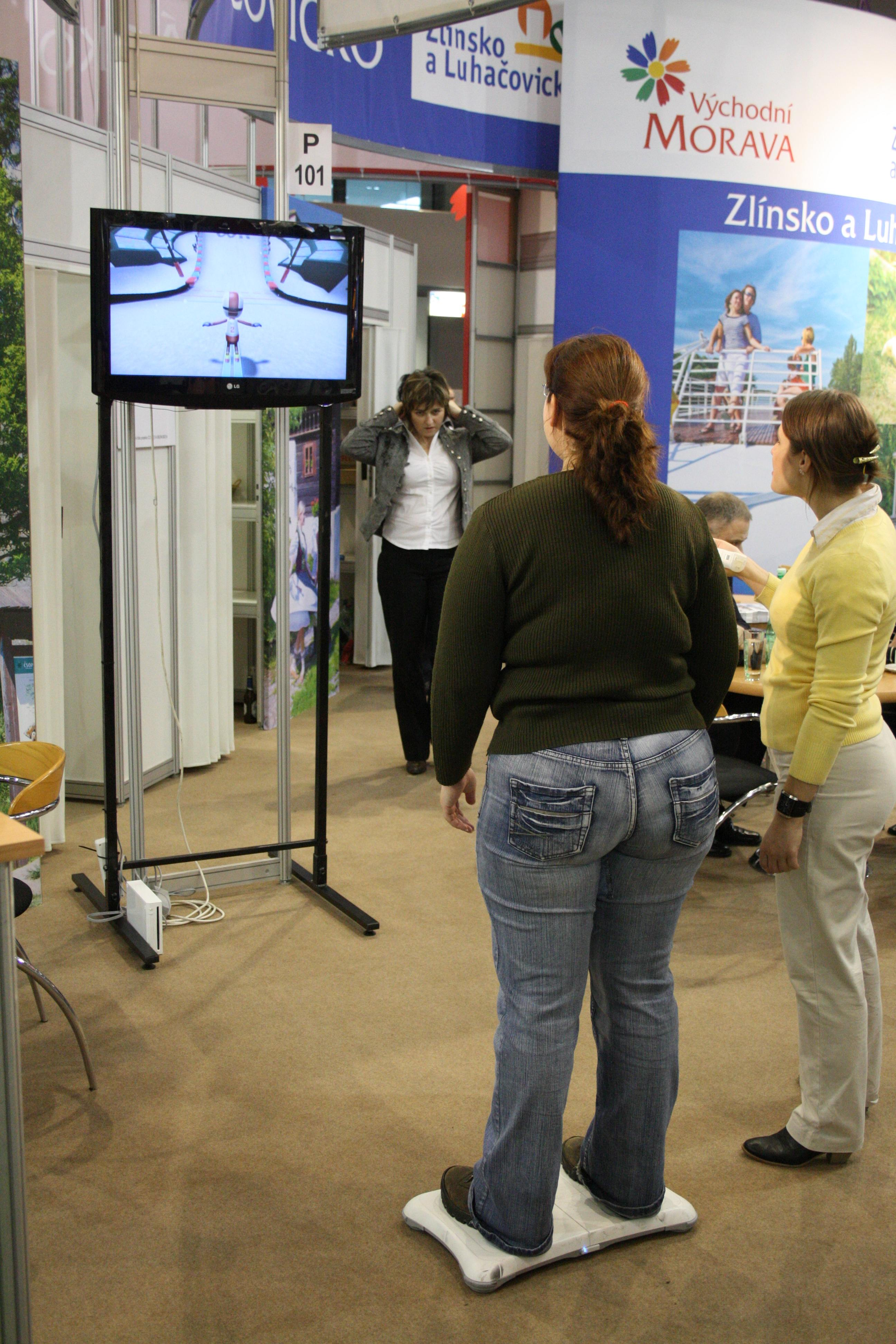
Eine junge Frau spielt Wii Fit

Wii Fit ist ein Sport- und Fitnessspiel für Nintendos Wii und wurde mit dem Wii Balance Board ausgeliefert. Die Nachfolger von Wii Fit sind Wii Fit Plus sowie Wii Fit U, das für die Wii U erschienen ist.

## Umfang
Im Spiel enthalten sind 48 Muskelaufbau-, Aerobic-, Yoga- und Balancespiele:
| Muskelaufbauübungen     | Yogahaltungen        | Balancespiele    | Aerobicübungen  |
| ----------------------- | -------------------- | ---------------- | --------------- |
| Beinstrecker            | Tiefes Atmen         | Kopfball         | Hula-Hoop       |
| Liegestütz & Seitstand  | Halbmond             | Ski-Slalom       | Basis-Step      |
| Taillendreher           | Held                 | Schanzensprung   | Jogging         |
| Klappmesser             | Baum                 | Kugelballett     | Super-Hula-Hoop |
| Ausfallschritt          | Sonnengruß           | Seiltanz         | Step Plus       |
| Rudern                  | Stehendes Knie       | Flusskugel       | Jogging-Doppel  |
| Hand-aufs-Knie          | Palme                | Pinguin-Picknick | Boxen           |
| Seitschwung             | Stuhl                | Snowboard Slalom | Freier Step     |
| Horizontales Stretching | Dreieck              | Zazen            | Freies Jogging  |
| Trizepsdrücken          | Herabschauender Hund |                  |                 |
| Diagonales Stretching   | Tänzer               |                  |                 |
| Stehaufmännchen         | Kobra                |                  |                 |
| Liegestütz-Duell        | Brücke               |                  |                 |
| Klappmesser-Duell       | Krokodil-Drehung     |                  |                 |
| Stretch-Duell           | Kerze                |                  |                 |

Neben dem Trainingsmodus gibt es die Möglichkeit, sein „Wii-Fit-Alter“ zu ermitteln. Über die im Balance Board enthaltene Waage wird zuerst der BMI errechnet. Anschließend folgt eine Schwerpunktmessung. Aus diesen Werten folgt dann eine Altersanalyse. Weiter gibt es die Möglichkeit, ein Gewichtsab- oder Zunahmeziel einzugeben, das man mit dem Spiel erreichen möchte. Die Software warnt davor, zu ehrgeizig zu sein und empfiehlt maximal 1,4 kg in zwei Wochen als Zielsetzung. In einem Logbuch können auch Aktivitäten außerhalb des Spieles festgehalten werden. Es können maximal acht Profile gespeichert werden. Außerdem kann man sein Profil vor anderen Spielern mithilfe eines Passwortes verbergen.

## Steuerung
Die Steuerung erfolgt bei (fast) allen Übungen über das Balance Board, das mittels verschiedener Sensoren unter anderem die Neigung des Körpers misst. Bei anderen Übungen wird die Balance errechnet. Aus diesen Werten errechnet sich ein Wert, der dann in Punkten oder Prozenten ausgegeben wird. 

Einige Übungen verlangen auch die Wiimote, die man zum Beispiel beim Joggen in die Hosentasche steckt oder in der Hand hält.
Beim Boxen wird zusätzlich das Nunchuk benötigt.

## Wertungen
Spieletipps 87 %